# Haïm Harboun
Haim Harboun, né le 13 août 1932 dans le Mellah de Marrakech est un rabbin français auteur de nombreux ouvrages.
Le Rabbin Haim Harboun est devenu Grand Rabbin du Consistoire de France en septembre 2019 à la demande du Grand Rabbin de France Haïm Korsia.
Sa vie d'enseignant, de psychologue, d'historien et de rabbin est racontée dans Haïm Harboun, le rabbin aux mille vies (préface de Didier Meïr Long), Lemieux Éditeur, 2017.

## Biographie

### Études
Il obtient un doctorat d'État en histoire sur La pensée juive du Moyen Âge dans l'œuvre de Rabbi Nissim de Marseille) de l'université de Marseille Provence.
Il reçoit un diplôme de l'École des Hautes études en ethnopsychologie, Sujet : « Identité juive et maladies mentales » puis un doctorat de 3e cycle en psychologie clinique de l'université Paris-Descartes.
Il reçoit un diplôme de linguistique hébraïque, université hébraïque de Jérusalem en 1951 et un DEA de littérature rabbinique, université de Strasbourg en 1983.

### Carrière

#### Enseignant
Il est Professeur d’histoire au cours complémentaire de Marrakech de 1951 à 1956.
Il devient ensuite Professeur d’histoire à l'École Maïmonide (Boulogne-Billancourt) de 1956 à 1978.
Il est  Directeur Pédagogique du Centre Communautaire de Paris de 1963 à 1974.
Il est Professeur de linguistique hébraïque à l’université Paris X de 1974 à 1983.
Il est Professeur de Sociologie de l’histoire à L’université Laval (Québec) en 1992.
Il devient Directeur d’études de l’université de Provence en 1992.

#### Rabbin
Il est rabbin de Boulogne-Billancourt de 1956 à 1963.
Il devient ensuite rabbin de Versailles de 1963 à 1982.
Il devient rabbin d’Aix-en-Provence de 1982 à 1992.
Puis il devient rabbin d'une communauté de l'Ouest parisien de 1992 à 2016.(Vaucresson)
Cette carrière de soixante ans de rabbinat en fait le plus ancien rabbin exerçant en France à ce jour.

## Publications

### Ouvrages d'histoire
- Les Voyageurs Juifs du XIIe siècle, Benjamin de Tudèle ; Pétahia de Ratisbonne ; Nathanel Hacohen, Editions Massoreth, 1986.
- Les Voyageurs Juifs du XIIIe, XIVe ,et XVe siècles, Samuel bar Simson, Isaac Hélo, Obadia  Mibarténora, Editions Massoreth, 1988.
- Les Voyageurs Juifs du XVIe siècle, David Réubéni, Editions Massoreth, 1989.
- Les Voyageurs Juifs du XVIe siècle (Bassola, Pesaro), Editions Massoreth, 1989.
- Au Temps des bûchers, expulsion des Juifs d’Espagne. Editions Massoreth, 1990.
- Les Voyageurs du XVIIIe siècle. Deux tomes: Hida I et Hida II, Editions Massoreth, 1997-98.
- Maïmonide, Pourquoi l’Égypte, Editions Massoreth, 1997.
- Benjamin de Tudèle, Editions Massoreth, 1999.

### Ouvrages de spiritualité et de psychologie
- L’Adolecent dans la famille juive, Editions Massoreth, 2000.
- Profession couple, Editions Massoreth, 2003.
- Sous les Ailes de la Providence, Editions Massoreth, 2003.(3 tomes)
- Haïm Harboun, le rabbin aux mille vies (préface de Didier Long), Lemieux Éditeur, 2017..